# 重光盃全國少棒錦標賽
重光盃全國少棒錦標賽，簡稱重光盃，由陳重光文教基金會、臺北市體育處與臺北市體育總會主辦的少年棒球賽事，自2010年起至目前已舉辦了十二屆比賽（2011年因調整賽期及變更預賽參賽球隊數，故舉辦2屆）。1993年中華職棒第二任會長陳重光廣邀籌組陳重光文教基金會，投入基金會部分資源以鞏固三級棒球發展基礎。1998年陳重光過世後，陳重光文教基金會決議積極扎根。自2008年開始於每年暑假期間針對台北市國小學童舉辦「兒童棒球夏令營」，2010年起發展成為此項錦標賽事，希望提升少棒運動風氣，也能促進國內少棒隊球員間的情感與技術交流。

## 歷屆賽事
| 歷屆賽事 |        |                    |      |            |          |          |          |          |
| 屆次     | 年份   | 時間               | 隊數 | 主辦地區   | 冠軍     | 亞軍     | 季軍     | 殿軍     |
| 1        | 2010年 | 1月27日至1月30日   | 16   | 臺灣台北市 | 壽天國小 | 泰源國小 | 崇學國小 | 力行國小 |
| 2        | 2011年 | 2月10日至2月13日   | 24   | 臺灣台北市 | 崇學國小 | 中平國小 | 金潭國小 | 龜山國小 |
| 3        | 2011年 | 11月2日至11月5日   | 24   | 臺灣台北市 | 龜山國小 | 卑南國小 | 新埔國小 | 東園國小 |
| 4        | 2012年 | 11月15日至11月18日 | 32   | 臺灣台北市 | 鼓岩國小 | 力行國小 | 大勇國小 | 卑南國小 |
| 5        | 2013年 | 11月14日至11月17日 | 32   | 臺灣台北市 | 龜山國小 | 大勇國小 | 新埔國小 | 華勛國小 |
| 6        | 2014年 | 11月15日至11月18日 | 32   | 臺灣台北市 | 東園國小 | 三星國小 | 仁善國小 | 大勇國小 |
| 7        | 2015年 | 11月21日至11月25日 | 32   | 臺灣台北市 | 卑南國小 | 仁善國小 | 豐田國小 | 東山國小 |
| 8        | 2016年 | 11月19日至11月23日 | 32   | 臺灣台北市 | 紅葉國小 | 龜山國小 | 豐田國小 | 興穀國小 |
| 9        | 2017年 | 11月18日至11月22日 | 32   | 臺灣台北市 | 龜山國小 | 中平國小 | 中正國小 | 三星國小 |
| 10       | 2018年 | 12月1日至12月5日   | 32   | 臺灣台北市 | 龜山國小 | 中平國小 | 豐田國小 | 仁善國小 |
| 11       | 2019年 | 11月16日至11月20日 | 32   | 臺灣台北市 | 中平國小 | 龜山國小 | 仁善國小 | 忠孝國小 |
| 12       | 2020年 | 11月21日至11月25日 | 32   | 臺灣台北市 | 仁善國小 | 忠孝國小 | 龜山國小 | 三星國小 |

## 資料來源
1. ↑  .   [2017-09-26]. （原始内容存档于2021-01-27）.